# Episodi di Grey's Anatomy (quarta stagione)
La quarta stagione della serie televisiva Grey's Anatomy, composta da diciassette episodi, è stata trasmessa negli Stati Uniti dal 27 settembre 2007 al 22 maggio 2008 sul canale ABC.
A causa dello sciopero degli sceneggiatori (WGA Strike) la quarta stagione conta solamente 17 episodi, contro i 23 previsti.
Con 15.920.000 telespettatori è il decimo programma più seguito della stagione televisiva USA 2007-2008.
In Italia la stagione è stata trasmessa in prima visione dal 10 dicembre 2007 al 28 luglio 2008 su Fox Life di Sky. In chiaro è andata in onda dall'8 settembre al 3 novembre 2008 su Italia 1.
Chyler Leigh viene aggiunta al cast fisso della serie sempre con il ruolo della specializzanda Lexie Grey.
Brooke Smith entra nel cast fisso della serie sempre con il ruolo della dott.ssa Erica Hahn a partire dal quinto episodio della stagione.
| nº | Titolo originale                       | Titolo italiano                      | Prima TV USA      | Prima TV Italia  |
| -- | -------------------------------------- | ------------------------------------ | ----------------- | ---------------- |
| 1  | A change is gonna come                 | Cambiamenti                          | 27 settembre 2007 | 10 dicembre 2007 |
| 2  | Love/Addiction                         | A proposito di dipendenza            | 4 ottobre 2007    | 17 dicembre 2007 |
| 3  | Let the truth sting                    | Lascia che la verità venga a galla   | 11 ottobre 2007   | 24 dicembre 2007 |
| 4  | The heart of the matter                | Il cuore del problema                | 18 ottobre 2007   | 7 gennaio 2008   |
| 5  | Haunt you every day                    | Ciò che ci preoccupa                 | 25 ottobre 2007   | 14 gennaio 2008  |
| 6  | Kung fu fighting                       | Abbassare la guardia                 | 1º novembre 2007  | 21 gennaio 2008  |
| 7  | Physical attraction, chemical reaction | Fisica attrazione...chimica reazione | 8 novembre 2007   | 28 gennaio 2008  |
| 8  | Forever young                          | Sempre giovani                       | 15 novembre 2007  | 4 febbraio 2008  |
| 9  | Crash into me - Part I                 | Scontro interiore - Parte I          | 22 novembre 2007  | 11 febbraio 2008 |
| 10 | Crash Into Me - Part II                | Scontro interiore - Parte II         | 6 dicembre 2007   | 18 febbraio 2008 |
| 11 | Lay your hands on me                   | Avere fede                           | 10 gennaio 2008   | 25 febbraio 2008 |
| 12 | Where the wild things are              | Custodi della nostra umanità         | 24 aprile 2008    | 14 luglio 2008   |
| 13 | Piece of my heart                      | Un pezzo del mio cuore               | 1º maggio 2008    | 14 luglio 2008   |
| 14 | The becoming                           | Vincere le paure                     | 8 maggio 2008     | 21 luglio 2008   |
| 15 | Losing my mind                         | Perdere la testa                     | 15 maggio 2008    | 21 luglio 2008   |
| 16 | Freedom - Part I                       | Libertà - 1ª parte                   | 22 maggio 2008    | 28 luglio 2008   |
| 17 | Freedom - Part II                      | Libertà - 2ª parte                   | 22 maggio 2008    | 28 luglio 2008   |

## Cambiamenti
- Titolo originale: A Change Is Gonna Come
- Diretto da: Rob Corn
- Scritto da: Shonda Rhimes

### Trama
Son passati 17 giorni dal giorno del fallito matrimonio di Cristina e Burke. Cristina e Meredith sono andate in luna di miele alle Hawaii, senza più avere contatti con Derek e Burke.
Dopo aver fallito il suo esame, George affronta riluttante il suo "secondo" primo giorno di tirocinio, rivivendo il suo internato tra un mare di facce nuove. George rivela a Lexie che sta ripetendo l'anno da tirocinante.
Nel frattempo a Cristina, Meredith, Izzie e Alex vengono assegnati i nuovi tirocinanti: George viene affidato a Meredith, Lexie viene affidata a Cristina.
Izzie invece ha contato ogni giorno dall'ultima volta in cui ha parlato con George.
Al Seattle Grace arrivano tre vittime di un incidente stradale a catena: saranno la prima vera responsabilità per Callie come Specializzando Capo. Gli altri specializzandi che Callie ha chiamato tardano a rispondere alla chiamata e Miranda obietta che con lei, al contrario, correvano subito. 
Cristina e Derek si occupano di Harry, un uomo che ha il cranio completamente staccato dalla prima vertebra cervicale: non si sono mai verificati dei casi del genere in cui il paziente non sia morto subito. L'uomo viene operato.
Mark e Meredith si occupano di Nancy Walter, una donna incinta trentaquattrenne che ha perso il braccio destro. Il braccio viene ritrovato e Mark la opera per riattaccarglielo. Durante l'operazione, George che sta assistendo Mark fa nascere il bambino della donna.
Callie e Alex si occupano di Joey, un uomo tanto affamato da mettersi a mangiare dei batuffoli di cotone, delle pinze e addirittura delle forbici. L'uomo si ritrova così con l'addome perforato e Alex l'opera d'urgenza con l'aiuto della Bailey.
Lexie si presenta a Meredith, che resta piuttosto sorpresa. Derek incontra Meredith proprio nel momento in cui Lexie sta per scusarsi con lei per come si era presentata poco prima, e Derek l'apostrofa come "la ragazza del bar". Meredith gli lancia un'occhiataccia, risponde "Sono io la ragazza del bar" e se ne va.
Derek informa Cristina che Burke ha rassegnato le sue dimissioni due settimane prima.
Nel frattempo Izzie si trova senza nulla da fare, così quando alla porta si presenta un bambino dicendo che nell'auto di suo padre c'è qualcuno che sta morendo, corre senza esitazione col suo gruppo di tirocinanti fino al parcheggio, dove scopre incredula che il suo nuovo paziente è il cervo che ha causato l'incidente stradale. Quando il cervo apre gli occhi e la guarda, Izzie riesce a salvare "Bambi", sorprendendo i tirocinanti che la credono pazza.
Miranda è arrabbiata con Richard che non l'ha nominata specializzando capo, ma Richard le spiega che la ragione per la quale non l'ha nominata Specializzando Capo è perché pensa che sia più brava come chirurgo e fare il capo la distrarrebbe dall'impegno in questo senso. Mark vorrebbe uscire a bere qualcosa insieme a Derek come ai vecchi tempi, confessandogli di non essere venuto a Seattle per Addison ma per sistemare le cose con lui.
Alex confida a Cristina di sentire la mancanza di Rebecca e Cristina confessa ad Alex che le manca Burke, anche se non vuole darlo a vedere.
Meredith dice a Derek che tra loro è finita, però acconsente a un bacio d'addio e a fare l'amore con lui per l'ultima volta.
George va a casa di Izzie per rivelarle finalmente che anche lui l'ama.
- Guest Star: Mark Pellegrino (Chris), Sandra Thigpen (Clara), Stephanie Childers (Nancy), Steven M. Porter (Joey).
- Riferimento del titolo: Il titolo fa riferimento al brano omonimo di Sam Cooke.

## A proposito di dipendenza
- Titolo originale: Love Addiction
- Diretto da: James Frawley
- Scritto da: Debora Cahn e Rob Corn

### Trama
Izzie è elettrizzata quando George le promette che dirà a Callie che il loro matrimonio è finito.
Derek trascorre la notte con Meredith, ma lei esige che lui se ne vada perché il loro rapporto si basa solo su "sesso e prese in giro", per cui non è contemplato restare a dormire nello stesso letto o uscire a cena assieme.
Cristina intanto è alle prese con i suoi regali di nozze, e invece di restituirli come nella tradizione decide di scambiarli con favori professionali.
In ospedale arriva la madre di Burke e Cristina si nasconde. Alla fine della giornata però Cristina è costretta ad affrontare la signora Burke, che vuole soltanto le chiavi di casa per riprendere degli oggetti personali di Preston. Cristina allora le chiede di portarsi via i regali di nozze.
È scoppiata la conduttura del gas in un palazzo e arrivano molti feriti.
Mark, Callie e Izzie si occupano di un uomo sessantenne, rimasto ustionato. Dopo una giornata di lavoro accanto a Callie, Izzie prega George di non dirle nulla fino a quando Callie continuerà a essere di pessimo umore, altrimenti Callie le renderebbe il lavoro un inferno.
George si occupa di Clark, un ragazzo che ha improvvisamente un arresto cardiaco.
Derek opera immediatamente Marla Kristler, una donna di 34 anni ferita all'addome. Viene fuori che la donna e suo marito David producevano cristalli di metadone e le sostanze sono esplose. Il bambino dei due, Brian, ancora neonato, è già tossicodipendente a causa del lavoro dei genitori e ora è in astinenza da metadone.
Richard, che sta provando a delegare il proprio lavoro per passare più tempo con la moglie, si rammarica ben presto di aver affidato la custodia del bambino Brian a Callie, che, delegando a sua volta, ha permesso al padre di portarselo via prima dell'arrivo dei servizi sociali.
Mentre Callie sempre più confusa cerca per l'ospedale il bambino scomparso, incontra Mark che le chiede se stia bene; lei confessa di temere che George abbia una relazione con Izzie e Mark le consiglia di parlarne col marito prima che questo possa rovinarle la carriera.
Derek ritrova il bambino, che ha appena avuto un ictus.
Meredith, dopo esser stata inseguita tutto il giorno da sua sorella Lexie, alla fine le chiede di lasciarla stare, perché non ci tiene proprio a conoscerla. Lexie le fa notare che avendo lo stesso padre sarebbe normale parlarsi, ma Meredith le risponde che il loro padre non è lo stesso, il suo l'ha abbandonata a 5 anni per scegliere lei e la nuova famiglia.
Alla fine della giornata George incontra la moglie che sta finendo il turno, lei sa che lui le vorrebbe parlare così, prima ancora che lui apra bocca, lo supplica "Non stasera".
Derek chiede a Mark di inventare una scusa e di dire a Meredith che è bloccato in ospedale con un paziente e non può raggiungerla, ma poi osservandola da lontano cambia idea, la raggiunge all'entrata dell'ospedale e se ne vanno via insieme.
- Guest Star: Ben Vereen (Archie Kristler), Brennan Elliott (Dave), Nicholas Gonzalez (Clark West), Diahann Carroll (Jane Burke)
- Riferimento del titolo: Il titolo fa riferimento al brano omonimo di Morris Day.

## Lascia che la verità venga a galla
- Titolo originale: Let the Truth Sting
- Diretto da: Dan Minahan
- Scritto da: Mark Wilding

### Trama
Alex è sorpreso di sentir parlare delle stellari performance di George come tirocinante e Lexie gli confida che nessuno dei nuovi tirocinanti sa che in realtà è un ripetente, tranne lei.
Richard e Mark si occupano di Joanne, una donna cui è stata tolta una cisti sulla lingua che è in realtà un cancro molto esteso. Richard propone a Mark di effettuare un'emiglossectomia, una rischiosa anastomosi nervosa, un intervento che non è stato quasi mai eseguito. Pur non essendo molto convinto, alla fine Mark decide di effettuare l'intervento.
Cristina scopre che Meredith e Derek portano avanti una relazione di solo sesso, ed è sconvolta dal fatto che l'amica la reputi emotivamente tanto fragile da non poter sapere la verità, così decide di sfruttare la pietà di Meredith per ottenere importanti interventi chirurgici dando a Meredith noiosi lavori di routine.
In questo modo Meredith si ritrova a lavorare con Lexie e dopo aver fatto provare alla sorella a intubare un uomo litigano perché, secondo Lexie, Meredith non ha fatto tutto il possibile per salvare la vita del paziente dopo aver visto che lei non riusciva effettivamente a intubarlo. Meredith dice che l'uomo era già morto, e che quella voleva essere una lezione, ma vista la scontrosità della sorella la manda a lavorare in clinica con la dottoressa Bailey; quest'ultima però rimprovera proprio Meredith perché dimentica che Lexie non è solo una specializzanda a cui è tenuta ad insegnare, ma è anche la figlia di una sua paziente morta, quindi Meredith è tenuta ad essere meno ostile se vuole essere una buona insegnante.
Più tardi Meredith scopre che in realtà Cristina sta mentendo sulla sua tristezza e le gioca un contro-scherzo proponendole di passare tutta la notte a parlare di Burke e dei suoi sentimenti, finché Cristina non le confessa la verità.
Nel frattempo ad Alex viene assegnato un nuovo tirocinante, il Dr. Norman Shales, un anziano ex farmacista con il vizio di parlare sempre a sproposito, sbagliando anche la diagnosi di Hunter, un ragazzo accusato di far uso di droga quando in realtà ha sintomi di problemi neurologici. Il ragazzo ha un'idrocefalia, perciò Derek deve inserire degli shunt.
Izzie è invece alle prese con Charlie Yost, "il grande vecchio", un uomo di 82 anni che si sveglia dopo più di un anno di coma ricordando esattamente tutto quello che i ragazzi hanno detto quando andavano a mangiare e discutere in quella stanza, approfittando della calma dell'ambiente. L'uomo annuncia caparbiamente di avere intenzione di morire entro la giornata, perché gli si prospetta una vita di solitudine; una prima volta Izzie riesce a salvarlo da un attacco cardiaco, ma l'anziano muore poco dopo per cause naturali.
Nello stesso momento il capo e Mark sono alle prese con l'emiglossectomia ma, a un certo punto, non sanno più come andare avanti così chiamano Derek che, dopo aver portato a termine l'operazione, gli rinfaccia di aver quasi rovinato la vita a una donna solo per il brivido di sperimentazione.
Meredith va da Lexie e, dicendole di aver voluto bene a Susan, le propone di esaminare la cartella della donna scritta il giorno della sua morte.
Alla fine della giornata, Alex in ascensore sente ancora una volta i tirocinanti del primo anno che parlano bene di George e rivela a tutti loro che in realtà George sta ripetendo l'anno.
Tornato in hotel, George confessa finalmente a Callie di averla tradita con Izzie.
- Guest Star: Edward Herrmann (Dr. Norman Shales), Caroline Aaron (Connie), Eve Gordon (Mary), Amy Hill (Joanne), Debra Christofferson (Elaine), Jack Axelrod (grande vecchio/Charlie Yost).
- Riferimento del titolo: Il titolo fa riferimento al brano omonimo di David Gray.[3]

## Il cuore del problema
- Titolo originale: The heart of the matter
- Diretto da: Randy Zisk
- Scritto da: Allan Heinberg

### Trama
George ha detto a Callie di essere andato a letto con Izzie sperando così che Callie lo avrebbe lasciato, invece lei rievocando le parole "finché morte non ci separi" a sorpresa dice di averlo perdonato.
Nel frattempo Izzie si confida con Alex, ma lui reagisce in maniera quasi disgustata all'idea di lei e George assieme.
Appena arrivato all'ospedale George incomincia a cercare Izzie, per raccontarle quello che è successo prima che sia Callie a trovarla, tuttavia è Callie a trovare per prima Izzie e le chiede di incontrarsi a mezzogiorno al bar. Izzie fraintende le intenzioni di Callie e si prepara a un combattimento. Quando Callie arriva al bar, vede che tutti i colleghi la osservano sorridendo e capisce che Izzie credeva ci sarebbe stato un vero e proprio duello, se ne va via umiliata.
Adele, la moglie del capo, arriva in ospedale con la nipote, Camille Travis, che ha smesso di respirare. Il cancro che più volte le era stato operato è tornato, più aggressivo di prima, e dopo una tracheotomia d'urgenza Camille confida allo zio Richard che tutto quello che desidera è tornare a casa, perché è stanca di combattere contro la malattia. Il capo prima cerca per amore della moglie di convincerla a curarsi, poi capisce le motivazioni della nipote e le lascia libertà di scelta.
Derek chiede a Meredith di andare via con lei per tutto il week-end per dedicarsi a 48 ore ininterrotte di sesso. Lei ha solo bisogno di trovare qualcuno che le copra il turno sabato, e Alex è d'accordo solo se per l'intera giornata lei si occuperà di Norman. La Bailey e Callie si occupano di una ragazza di 28 anni che si è rotta una caviglia perché ha un'osteoporosi dovuta all'aver appena perso 20 kg, per piacere di più al proprio fidanzato. La ragazza ha un'ulcera duodenale perforata e muore in sala operatoria. Izzie poi tenta di scusarsi con Callie, ma questa rifiuta perché dopo tutto quello che ha fatto, Izzie non merita nessun perdono.
Alla fine George riparla con Callie e le dice che è palese che lei non lo ha affatto perdonato, quindi non possono fare finta di niente, così lei ammette che è vero e che non lo perdonerà mai.
Izzie intanto si demoralizza ancora di più quando Alex le fa presente che il proprio disgusto è dovuto al fatto che lui la stia ancora aspettando, anche se a fine giornata sarà proprio lui a consolarla.
Derek, Cristina e Lexie durante la giornata si sono occupati di Adam, un ragazzo rimasto paralizzato. Cristina, vedendo Derek così felice di parlare con Lexie, accusa quest'ultima di stare cercando di piacere a Derek sfruttando la propria parentela con Meredith quindi, per tutta la giornata, la tratta malissimo fino a che Derek, vedendo il suo comportamento, le ricorda che il suo dovere è insegnare, quindi la solleva dall'intervento finché non imparerà il gioco di squadra. Dopo una chiacchierata con Mark, che gli spiega come sia evidente che Meredith, per quanto lo ami, non si voglia davvero impegnare con lui, Derek decide di annullare il weekend insieme. Lei incolpa di questo la sorellastra, ma Derek le rivela che in effetti lui ha parlato di lei a Lexie, ma di tutto ciò che non può dire a Meredith, che nega la possibilità che esistano cose di cui lui non può parlarle, così Derek le confessa non è interessato a 48 ore ininterrotte di solo sesso, ma vorrebbe trascorrere con Meredith tutta la vita, sposarla, avere dei figli e morire di vecchiaia assieme a lei. Come previsto, sentendo la cosa Meredith si spaventa e indietreggia, quindi Derek le dice di essere disposto ad aspettare che lei sia pronta, ma l'avverte che non lo farà in eterno.
- Guest Star: Edward Herrmann (Dr. Norman Shales), Michael McGrady (Stanley), Matt Lanter (Adam), Maggie Siff (Ruthie), Miriam Flynn (Gretchen Bitzer), Camille Winbush (Camille Travis), Ron Melendez (Will), Loretta Devine (Adele Webber).
- Riferimento del titolo: Il titolo fa riferimento al brano omonimo di Don Henley

## Ciò che ci preoccupa
- Titolo originale: Haunt You Every Day
- Diretto da:  Bethany Rooney
- Scritto da:  Krista Vernoff

### Trama
È Halloween e Meredith, dopo un sogno tormentato, è convinta che le ceneri di sua madre dall'armadio la stiano perseguitando, così le mette in un sacchetto e le porta all'ospedale.
Callie annuncia la relazione di suo marito e Izzie agli altri specializzandi: Meredith è felice per loro, mentre Alex e Cristina sembrano contrariati.
La Bailey si occupa di un uomo convinto di avere un piede non suo: l'uomo vuole che il piede gli venga amputato, ma quando i medici tardano a prendere una decisione, l'uomo finisce per amputarsi da solo il piede con una motosega.
Le infermiere hanno creato un club: "Infermiere unite contro Mark Sloan", dopo aver scoperto che Mark ha tentato di rimorchiare tutte loro usando sempre la stessa tattica.
In ospedale arriva un ragazzino che vuole che Mark esegua su di lui un'operazione pro bono per sistemare le sue orecchie malformate; il medico sarebbe felice di aiutarlo, ma sa benissimo di non poter chiedere favori a nessuno per via del suo comportamento poco corretto. Allora Meredith decide di utilizzare l'ascendente che aveva sua madre per coinvolgere Richard, la Bailey e lo staff necessario all'intervento.
Norman nel frattempo si sente poco bene e chiede ad Alex di potersi prendere la giornata libera, ma lui gliela nega, spiegandogli che il lavoro di chirurgo è molto faticoso e non ci si può allontanare al primo malessere.
Proprio in quel momento in ospedale arriva Rebecca, che vorrebbe parlargli della loro situazione. Alex e Rebecca finiscono a letto insieme.
Arriva in ospedale già morta Erin Shalley, una ragazza di 24 anni che è stata colpita alla testa da un mattone: il padre della ragazza è ricoverato proprio al Seattle Grace in attesa di un cuore. Dato che la ragazza era una donatrice di organi, se il padre acconsente a staccare le macchine potrà prendere il suo cuore per sé. L'uomo non vuole prendere il cuore della figlia per sé, ma alla fine George riesce a convincerlo. Per effettuare il trapianto di cuore, Richard chiama la dottoressa Erica Hahn. Izzie e Cristina si sfidano per poter lavorare con la Hahn, ma la dottoressa sceglie Izzie convinta che Cristina sia andata a letto con Burke e con Colin Marlow solo per poter fare carriera.
Sidney ci prova con Derek.
Cristina risponde alla Hahn che non è mai andata a letto con qualcuno per secondi fini; inoltre definisce la Hahn imbarazzante e non professionale, proprio poco prima che il capo annunci che la Hahn sarà la nuova primaria del reparto di chirurgia cardiotoracica.
Alex viene chiamato per un'emergenza: Norman ha avuto un ictus mentre era ad assistere in sala operatoria. Norman deve essere operato d'urgenza e, al suo risveglio, l'anziano tirocinante confessa che avrebbe voluto fare psicologia ma che qualcosa, forse lo spirito della sua defunta moglie, gli aveva detto che se mai si fosse sentito male l'unico luogo dove avrebbe dovuto trovarsi era quello, circondato da chirurghi di fama mondiale in grado di fare qualcosa. Ora si rende però conto di essersi sbagliato perché ha capito che tutti lì sono dei ragazzini a cui interessa solo copulare nei posti più inadeguati. Così decide di lasciare il tirocinio di chirurgia e incominciare a studiare psichiatria.
Cristina invita Callie a trasferirsi nel suo appartamento e diventare sua coinquilina, ma vieta a Callie di mettere in ordine la casa.
Provando a darle consigli su cosa fare con le ceneri, Lexie racconta a Meredith di aver riesumato la gatta di Susan e di averla seppellita vicino alla tomba di quest'ultima nella speranza che questo avrebbe potuto rendere sua madre felice. Il discorso di Lexie porta Meredith a decidere di far scivolare le ceneri di sua madre nel lavandino della sala operatoria, insieme a Richard.
- Guest Star: Edward Herrmann (Dr. Norman Shales), Elizabeth Reaser (Rebecca Pope "Ava"), Rocky Carroll (James), Kali Rocha (Sidney Haron), David Clennon (Jack), Dylan Minnette (Ryan), Anjul Nigam (Raj), Sarah Utterback (Olivia)
- Riferimento del titolo: Il titolo fa riferimento al brano omonimo dei Weezer.

## Abbassare la guardia
- Titolo originale: Kung Fu Fighting
- Diretto da:  Tom Verica
- Scritto da:  Stacy McKee

### Trama
Meredith non riesce più a dormire senza avere incubi. Frustrata dalla sua incapacità di portare avanti una sana relazione con Derek, Meredith discute con Cristina sulla sua paura dell'abbandono, rendendosi conto che più Derek si rende disponibile, più lei fugge. Tuttavia Meredith continua ad andare a letto con Derek.
Il capo si trasferisce con una roulotte vicino alla roulotte di Derek e gli propone una serata per gentiluomini per dimenticare i loro problemi sentimentali. Derek, pur non capendo di cosa si tratti questo tipo di serata, invita anche Mark a parteciparvi.
Arrivano al Seattle Grace due giovani donne, prossime alle nozze, Jackie ed Helena, che si sono procurate l'un l'altra varie ferite lottando per tenersi un vestito da sposa. Chi fosse riuscita a strappare il vestito dalle mani dell'altra avrebbe vinto il premio di 100.000 dollari messo in palio da un negozio di abiti da sposa.
Alex trova Lexie chiusa in uno sgabuzzino, per evitare le angherie di Cristina. Alex la convince a seguirlo e aiutarlo in ortopedia per il caso delle future spose.
Callie non riesce a convincere le due ragazze a separarsi dal vestito, in modo da dare loro le cure necessarie; interviene allora Mark che, per torturare George, gli ordina di prendere il posto di una delle due ragazze nel reggere l'abito da sposa.
Mentre l'altra sposa, Helena, spiega a George perché vuole vincere il premio, la ragazza sviene e viene operata d'urgenza.
Callie informa dell'accaduto l'altra donna, la quale è interessata esclusivamente a ribadire di aver vinto la gara; arrabbiata per tale mancanza di sensibilità, Callie la rimprovera di lottare così duramente per le nozze quando è per il senso del matrimonio che bisogna combattere. Quando poi incontra George nel corridoio, gli dice che ha capito che deve lasciarlo andare. Tornato nella stanza di Helena, George le comunica che lei ha vinto il premio, in quanto lui ha dovuto lasciare il vestito per prenderla mentre sveniva.
Al Pronto Soccorso arriva un paracadutista dopo un volo di 4.000 metri in cui il paracadute non si è aperto. I chirurghi si accorgono esterrefatti che il paziente sta benissimo: ha solo bisogno di un'appendicectomia. I tirocinanti si riuniscono di nascosto per guardare la registrazione del casco del paracadutista, nella quale si sente quest'ultimo confessare il suo amore per l'istruttrice di volo Sally. Meredith allora va dall'uomo, consigliandoli di rivelare il suo amore prima che quella sensazione di chiarezza e onnipotenza che ha chi è scampato alla morte se ne vada.
Izzie è alle prese col signor Arnold, un appassionato birdwatcher la cui allergia all'anestesia gli impedisce di sottoporsi all'innesto del by-pass. Cristina scopre un metodo sperimentale per operare il paziente senza addormentarlo e lo propone alla dottoressa Hahn, che decide di eseguirlo ma sceglie però Izzie per assisterla. Izzie pensa di non essere preparata per tale intervento, ma George la rassicura e le raccomanda di essere semplicemente "tosta". La ragazza prepara la sala operatoria in modo che il paziente possa sentirsi il più a suo agio possibile, ciò nonostante durante l'operazione il sig. Arnold comincia a dare segni di panico, Izzie allora lo tranquillizza facendolo concentrare sulle persone in galleria, chiedendogli a quali uccelli assomigliassero.
La Hahn viene a conoscenza della serata tra gentiluomini, rimprovera il capo di essere sessista, costringendolo a invitare anche lei alla serata.
Izzie vorrebbe avere un rapporto sessuale con George, ma entrambi sono troppo stanchi dopo la lunga giornata di lavoro, e la ragazza non vuole sprecare quel momento magico e memorabile, così i due decidono di rimandare la loro notte perfetta.
Lexie chiede ad Alex i suoi programmi per la serata, ma il ragazzo replica in tutta onestà che l'unica cosa che può avere da lui è solo sesso.
Meredith è nel suo letto a parlare con un'assonnata Cristina, quando sente dei rumori dal corridoio; aperta la porta, trova Alex in intimità con Lexie, che rimane a dir poco basita nello scoprire che anche la sorella abiti lì.
- Guest Star: David Denman (Rick), Cullen Douglas (Mr. Arnold), Marina Black (Sally), Tommy Dewey (Mike), Amanda Loncar (Jackie), Chryssie Whitehead (Helena), Steve Sandvoss (Jason).
- Riferimento del titolo: Il titolo fa riferimento al brano omonimo di Carl Douglas

## Fisica attrazione...chimica reazione
- Titolo originale: Physical Attraction, Chemical Reaction
- Diretto da:  Jeff Melman
- Scritto da:  Tony Phelan e Joan Rater

### Trama
George e Izzie cercano il sesso magico dell'ultima volta, ma dopo vari disastrosi tentativi, si rendono conto che non hanno assolutamente affinità chimica.
Al contrario, tra Meredith e Derek la chimica non manca, ma Derek insiste nel volere anche qualcosa di più.
Nel frattempo il Capo chiede costantemente a Derek di portargli i vestiti in lavanderia e organizza cene e film per le serate. Venuto a saperlo, Mark scherza su questa particolare "relazione", definendo il Capo come il nuovo "compagno" di Derek, mentre l'interessato sostiene che si facciano solamente dei favori.
Alex si occupa di Jerry, un uomo che non riesce a defecare.
In pronto soccorso arriva una neonata che ha battuto la testa, dato che la madre, che la teneva in braccio, è caduta dalle scale. La donna poco dopo sviene e Meredith con la dottoressa Hahn operano la donna d'urgenza. Il marito della donna è molto preoccupato per la salute della moglie: non sa come potrebbe comportarsi con la bimba, che hanno adottato da poco, se la donna morisse. Lexie cerca di convincere l'uomo a tenere la bambina. Meredith gli chiede di dirgli 5 cose che lui sa sulla bambina. La moglie dell'uomo muore, ma l'uomo, seppur devastato, decide di portare a casa con sé la bambina.
Cristina assiste Callie durante un intervento.
George si occupa di Brian, un bambino di otto anni che ha ingoiato 8 calamite, che gli hanno perforato l'intestino; il bambino viene operato dalla Bailey, assistita da George.
Mark e Izzie si occupano di Harriett, una donna che viene sottoposta a un lifting al viso.
Meredith permette ad Alex di dormire con Lexie purché fuori da casa sua, ma quando Lexie cerca Alex per invitarlo a bere qualcosa, Meredith le suggerisce di farsi degli amici propri e smettere di vivere la sua vita. Questo porta Alex a rompere con Lexie perché non vuole essere coinvolto in questioni familiari e non vuole schierarsi con nessuna delle due parti, sebbene Lexie controbatta che così facendo è evidente che la dia vinta a Meredith.
Callie ha difficoltà a svolgere le sue responsabilità amministrative, così chiede alla Bailey di prendere il suo posto per un giorno mentre lei affronta un intervento dietro l'altro.
Lexie va da Meredith e le dice 5 cose su sé stessa (che odia le mele, che disegna molto bene con la lavagna magica, che suona il trombone, che le piace la matematica, che fa un gesto strano con le mani), sperando che queste cose rendano a Meredith un po' più difficile odiarla.
Più tardi, da Joe, Lexie si ubriaca e si addormenta sul bancone, e Meredith chiede ad Alex di accompagnarla a casa. Fuori da casa di Lexie i due ragazzi incontrano Thatcher Grey, visibilmente ubriaco, intento ad andare al supermercato per comprare dello scotch. Alex aiuta Lexie a riportarlo a casa e Lexie chiede ad Alex di non raccontare a Meredith di ciò che ha visto.
Il Capo pensa a tutto quello che gli è stato riferito in giornata sulle decisioni di Callie e capisce che dietro di esse c'è la mente della Bailey; quest'ultima nega, ma il capo toglie a Callie l'incarico di specializzando capo e nomina una commossa Bailey come nuovo specializzando capo.
- Guest Star: Jeff Perry (Thacher Grey), Rockmond Dunbar (Sean), Stephanie March (Jane), Vicki Lewis (Harriet), David Burke (Don), Kurt Fuller (Jerry), Enuka Okuma (Teresa).
- Riferimento del titolo: Il titolo fa riferimento al brano di Madonna, Physical Attraction.

## Sempre giovani
- Titolo originale: Forever Young
- Diretto da: Rob Corn
- Scritto da: Mark Wilding

### Trama
Derek e Sidney Heron (la tirocinante di chirurgia generale) hanno un appuntamento e bevono insieme da Joe; i due vengono osservati da una parte da Meredith e Cristina e dall'altra da un incredulo Sloan. Cristina cerca di tranquillizzare Meredith, che non capisce come Derek possa uscire con una ragazza goffa come Sidney; Cristina le confessa che Meredith stessa è goffa.
Il giorno seguente, Meredith e George cercano entrambi di evitare i rispettivi partner; George perché non riesce più a parlare con Izzie, Meredith perché ha visto Derek con Sidney e crede sia stata una finta di Derek per farle credere che stia andando avanti.
Callie si congratula con la Bailey, che ha ottenuto l'incarico di capo degli specializzandi.
La Bailey ordina a tutti gli specializzandi di lasciare la loro vita privata fuori dall'ospedale. Izzie dice a Meredith che tra lei e George il sesso è una tragedia.
Cristina assiste la dottoressa Hahn, che le consiglia di prendere esempio da Izzie, la quale oltre a conoscere le patologie dei pazienti condivide anche le sue conoscenze con gli altri specializzandi.
Arrivano in ospedale i feriti di un incidente di uno scuolabus che portava dei ragazzi a visitare delle università.
Tricia, una ragazza di 17 anni, riporta alcune fratture, ma la sua preoccupazione maggiore è la sua faccia sanguinante, per la quale esige l'intervento di un chirurgo plastico.
Marcus King, un uomo di 34 anni, autista del pullman, che era stato compagno di liceo della Bailey. La Baley che a suo tempo, innamorata, le aveva fatto da tutor, continua a essere sfruttata da lui persino per compilare dei moduli che lui stesso avrebbe dovuto compilare.
Danny è un ragazzo al quale è rimasta conficcata, a causa dell'incidente, una matita nell'occhio, perché stava disegnando. A sostenerlo c'è la sua migliore amica. Derek opera Danny, ma durante l'intervento un'arteria cerebrale scoppia, compromettendo seriamente il cervello del ragazzo, che entra in coma irreversibile. Derek non sa come raccontare all'amica del ragazzo ciò che è accaduto. Quando Derek trova il coraggio di spiegarle tutto, la ragazza si dispera, ma Izzie la consola dicendole che riuscirà a superare questo dolore così come lei ha superato il fatto di essere rimasta incinta al liceo e di aver dovuto sopportare molte traversie per questo.
All'ospedale giunge anche il padre di Meredith e Lexie, ubriaco e ferito a una mano, che chiede di essere curato dalla dottoressa Grey; il capo chiede a Karev di lasciare fuori Meredith da questa storia e di chiamare invece Lexie, ma quest'ultima non ne vuole sapere. Alex è allora costretto a chiamare Meredith. Suo padre, visibilmente ubriaco, si scusa con la figlia e la ricopre di complimenti.
Intanto si sparge la voce che Izzie e George si sono lasciati, Izzie sente il pettegolezzo e litiga con George al riguardo.
Un'infermiera che ha partecipato all'operazione di Danny ferma Derek dicendogli che le dispiace per il ragazzo, perché ha visto Derek molto coinvolto da questo caso; Derek non sembra ricordarsi chi sia quest'infermiera, che ne rimane un po' delusa e se ne va.
Marcus King ha un attacco di cuore e viene salvato dalla dottoressa Bailey e dalla Hahn, ma non appena si risveglia ringrazia velocemente la Bailey chiedendole subito se avesse finito di compilare i moduli. La Bailey ci rimane male ed esce subito a cercare i documenti, ma George, che ha assistito alla scena, le dice che Marcus meriterebbe uno dei suoi "discorsetti", perché non è giusto esser trattati così dopo che gli ha salvato la vita, ma lei lo ignora e va via.
Callie consola la ragazza pon-pon che crede che la sua vita sia finita dato che non sarà più il capitano della squadra; Meredith chiede a Lexie di tener maggiormente d'occhio il padre, ma quest'ultima sbotta dicendo che il padre è un alcolizzato. Il capo assiste alla scena, e consola Meredith, dato che ha promesso a sua madre che si sarebbe preso cura di lei. La Bailey si sfoga con Derek per il fatto che i bei ragazzi come lui, al liceo non notino le ragazze come lei, e che Marcus continua a vederla come la ragazzina occhialuta che gli faceva i compiti con la divisa della banda. Derek, intenerito, consola la Bailey raccontandole che anche lui al liceo era come lei: era goffo, aveva l'acne, aveva i capelli stile afro, suonava nella banda, e che sarebbe stato onorato di portare una ragazza come la Bailey al ballo di fine anno. Izzie e George parlano e si dicono che vorrebbero di nuovo essere migliori amici, perché manca a entrambi il fatto di poter parlare con il\la loro migliore amico\a.
Derek rincorre Rose, l'infermiera che lo aveva assistito in sala, per chiederle scusa di non averla riconosciuta nonostante avessero lavorato assieme per quasi tre ore; Rose ribatte che in realtà avevano già lavorato assieme in 36 interventi, e che solo oggi avevano incrociato lo sguardo. Dopodiché Derek e Sloan vanno a bere, ma arriva Sidney che dice a Derek che non le interessa e che sarebbero rimasti comunque in buoni rapporti; Derek non ci rimane male, infatti vede Meredith seduta al bancone, le si avvicina e le propone di uscire dal locale. Mentre stanno uscendo, dal tavolo vicino Rose saluta Derek, che ricambia e va via con Meredith.
- Guest Star: Jeff Perry (Tutcher Grey), Kali Rocha (Sidney Haron), DB Woodside (Marcus), Lauren Stamile (Rose), Madeline Zima (Marissa), Brooke Nevin (Tricia), Stephen Sowan (Danny).
- Riferimento del titolo: Il titolo fa riferimento ai brani omonimi di Bob Dylan, Youth Group e Alphaville

## Scontro interiore - Prima parte
- Titolo originale: Crash Into Me - Part I
- Diretto da: Michael Grossman
- Scritto da: Shonda Rhimes e Krista Vernoff

### Trama
Meredith e Cristina ballano scatenate in camera da letto; Izzie le vede e pensa che alle due le cose vadano molto bene, così chiede a George come mai loro due non siano felici.
Meredith è sempre più gelosa di Derek e vorrebbe dirgli che non vuole che lui frequenti altre donne, ma non lo fa e continua a copulare post-rottura con lui.
Il marito della Bailey, Tucker, l'accusa di non essere mai a casa e pretende di chiarire la situazione, così Miranda gli dà appuntamento in ospedale per il pranzo.
Cristina viene finalmente accettata dalla dottoressa Hahn, che infatti la prende come sua assistente.
Sloan ha operato con successo un ragazzo con un tumore al collo, Nick, asportando però gran parte dei tessuti attorno alla carotide; pertanto Mark convoca tutti gli specializzandi per chiedere loro di agire con prontezza nel caso l'arteria dovesse rompersi. Lexie si trova molto bene col ragazzo e i due parlano dei loro problemi con i rispettivi partner; il ragazzo racconta a Lexie che la sua ragazza lo ha lasciato dopo aver saputo del tumore, Lexie gli dice che frequenta una persona che all'apparenza sembra dura ma che in fondo è dolce. La persona che Lexie frequenta è Alex.
Meredith, Izzie e la Bailey stanno prendendo in carico un paziente appena portato dall'ambulanza quando, improvvisamente, un'altra ambulanza in arrivo sbanda e si scontra con la prima facendola capovolgere.
I due paramedici dell'ambulanza che era ferma restano intrappolati tra le lamiere contorte, a testa in giù. Uno dei due, Stan, seppur cosciente, appare subito in condizioni gravissime. Meredith e Richard capiscono ben presto che per Stan non c'è molto da fare, tuttavia per rassicurare l'altro ragazzo, Ray, Meredith mente dicendogli che entrambi si salveranno. Stan chiede di poter incontrare la moglie, che lavora in ospedale, prima di morire. Dopo aver parlato con la moglie, Stan muore e Ray perde i sensi. Meredith cerca di salvare Ray da un'emorragia, così si introduce nell'abitacolo della vettura.
Dall'altra autoambulanza esce un giovane paramedico con dei forti dolori all'addome, che non vuole farsi toccare dalla Bailey e chiede di essere visitato da un medico maschio, ma quando arriva Richard il ragazzo chiede di non essere toccato neanche da lui. Richard allora capisce che il ragazzo vuole un medico bianco, così per dispetto la Bailey fa venire Cristina. Cristina scopre che il ragazzo ha una svastica tatuata sull'addome. La Bailey e Cristina, assistiti da George, operano l'uomo, mentre Tucker è costretto ad aspettare la Bailey invano per il pranzo. Mary, la guidatrice dell'ambulanza che è sbandata, non si è fatta molto male: si scopre che l'incidente è stato causato dal fatto che la donna soffre di attacchi di convulsioni. Derek la opera e in sala operatoria con lui c'è l'infermiera Rose, con cui Derek sta flirtando da qualche tempo.
Izzie viene riassegnata alla Hahn e promette alla famiglia dell'uomo che sta per essere operato di tenerli costantemente informati. Anche Karev partecipa all'operazione come assistente di Sloan, e permette a Rebecca d'intrufolarsi in galleria per vedere l'operazione; in galleria però Rebecca incontra Lexie, che viene così a sapere che Alex frequenta entrambe. Delusa dal comportamento di Alex, Lexie va dal paziente Nick per parlare un po' con lui, ma dopo una battuta divertente il ragazzo incomincia a ridere e la carotide gli scoppia improvvisamente.
- Guest Star: Elizabeth Reaser (Rebecca Pope "Ava"), Gale Harold (Shane), Cress Williams (Tucker Jones), Lauren Stamile (Rose), John Billingsley (Jacob Nolston), Theo Rossi (Stan Giamatti), Kimberly Huie (Mary Daltrey), Alison LaPlaca (Mrs. Nolston), Seth Green (Nick).
- Riferimento del titolo: Il titolo fa riferimento al brano omonimo della Dave Matthews Band

## Scontro interiore - Seconda parte
- Titolo originale: Crash Into Me - Part II
- Diretto da: Jessica Yu
- Scritto da: Shonda Rhimes e Krista Vernoff

### Trama
Lexie riesce a bloccare il flusso di sangue dalla carotide di Nick, ma non può chiamare aiuto avendo entrambe le mani sulla ferita. Dopo qualche difficoltà, con l'aiuto del ragazzo riesce a chiamare la postazione delle infermiere, sollecitando un codice blu e chiedendo di allertare Sloan e Cristina.
Derek sta operando Mary, l'autista dell'ambulanza che ha causato l'incidente, ma il computer dell'apparecchio per il monitoraggio della sonda interna si spegne, impedendogli di portare a termine il delicato intervento al cervello. Rose si offre di provare ad aggiustarlo poiché ha fatto qualche semestre d'informatica prima di diventare infermiera, e Derek, sebbene riluttante, accetta. La donna riesce a riparare il guasto e Derek termina con successo l'operazione. Più tardi, dopo essersi congratulati a vicenda, i due si baciano.
La Bailey ha terminato l'intervento su Shane, il paziente con la svastica tatuata, e sta per andare dal marito quando insorgono delle complicazioni che la costringono a tornare in sala operatoria. Miranda chiede a George di riferire a Tucker che dovrà aspettare ancora un po', ma dopo qualche scambio di battute tra i due coniugi, sempre riportate da George, l'uomo dice di essere stufo di questa situazione, e se ne va. La Bailey, scossa, ricuce la ferita di Shane in modo che il tatuaggio sia irriconoscibile; dopo l'intervento, incontra Cristina, che l'accusa di averla portata via dalla Hahn solo per usare il colore della sua pelle contro Shane.
Meredith dentro l'abitacolo controlla le condizioni di Ray con un ecografo. Richard si accorge che il pericardio di Ray è pieno di sangue e chiama quindi la Hahn e Izzie che hanno appena terminato la loro operazione con Karev e Sloan. Sloan riconosce Rebecca in galleria e sta per chiedere spiegazioni ad Alex, quando arriva Cristina riferendogli dell'emorragia di Nick. Mark ordina ad Alex di finire l'intervento e liberare la sala operatoria, ma appena si allontana uno dei punti di sutura del cuore del paziente cede.
Mark arriva da Nick e constata che la ferita ha smesso temporaneamente di sanguinare. Poiché c'è la possibilità che si riapra ordina a Lexie e a Cristina di prepararlo per l'intervento, ma appena le due arrivano in sala operatoria scoprono che la sala è ancora occupata dalla Hahn, alle prese col paziente cui era saltata la sutura. Sloan porta quindi Nick in una sala sterile, ma ormai il ragazzo è troppo compromesso e non ce la fa.
Izzie vorrebbe aggiornare i familiari del paziente, ma Erica le replica che deve comportarsi come un chirurgo e non come un'assistente sociale e che deve aspettare il termine dell'intervento prima di dare notizie ai parenti. Nel frattempo le due arrivano all'ambulanza, e la Hahn aiuta Meredith a salvare Ray.
Quando Izzie rientra in ospedale, la moglie del paziente le chiede speranzosa delle notizie, ma la ragazza replica di non sapere nulla perché ha abbandonato la sala operatoria. La donna allora l'accusa di essere insensibile e di non aver mantenuto la parola data.
La moglie di Stan chiede a Meredith di dire a Ray che lei non riesce a stare in ospedale e di scusarla se al suo risveglio non la troverà vicino. Meredith la convince però a restare, dicendosi convinta che sia meglio avere qualcuno vicino, anche se questo può essere doloroso. Poi va da Derek confessandogli che non vuole che lui veda altre donne, e che ha paura di perderlo.
Rebecca vuole parlare con Alex, ma lui ribatte che non c'è niente da dire, in quanto lei vuole solo poter indossare la maschera di Ava per dimenticare suo marito e la loro figlia; a questo punto le rivela la sua relazione con Lexie e le chiede di essere onesta e di ammettere che lei non si trova lì per parlare del loro rapporto, ma solo per l'attrazione fisica.
Lexie è distrutta dalla morte di Nick, e Cristina le dice che è stata molto coraggiosa; ma Lexie ribatte che ha capito di non avere nessuno. Cristina decide allora di portare la ragazza con sé a casa di Meredith, che accoglie stupita l'arrivo della sorellastra. Cristina spiega che Lexie è sola, e Meredith suo malgrado invita Lexie a bere qualcosa. Izzie si sfoga con George ammettendo che non potrà mai essere dura come Cristina o la Hahn, ma il ragazzo la rincuora sostenendo che questo è un bene. I due scendono quindi in sala, dove trovano Meredith, Lexie e Cristina che ballano scatenate. Irritata, Izzie si gira per andarsene, ma Meredith invita lei e George a unirsi alle danze, e tutti si scatenano in un ballo liberatorio.
- Guest Star: Elizabeth Reaser (Rebecca Pope "Ava"), Gale Harold (Shane), Cress Williams (Tucker Jones), Lauren Stamile (Rose), John Billingsley (Jacob Nolston), Alison LaPlaca (Mrs. Nolston), Kimberly Huie (Mary Daltrey), Theo Rossi (Stan Giamatti), Seth Green (Nick).
- Riferimento del titolo: Il titolo fa riferimento al brano omonimo della Dave Matthews Band.

## Avere fede
- Titolo originale: Lay Your Hands On Me
- Diretto da: John Terlesky
- Scritto da: Allan Heinberg

### Trama
Derek parla a Mark del bacio con Rose e Mark lo invita a capire che non si è trattato di un semplice bacio.
Derek vuole costruire casa sul suo terreno che domina Seattle dall'alto.
Meredith prepara la colazione per Lexie, Derek, George, Izzie e Alex, anche se il cibo si rivela un vero disastro e Lexie alla fine si sente male perché è allergica alle uova.
La Bailey si prepara a uscire di casa per andare al lavoro, ma suo marito è seriamente arrabbiato con lei perché non è mai a casa, ma sempre in ospedale.
La dottoressa Hahn e Callie si incontrano in ascensore e si confidano a vicenda di non amare la gente e di non essere persone molto socievoli.
Derek dice a Rose che si è trattato solo di un bacio, seppur bello, e che lui sta con Meredith ed è una storia seria. George però sente i due parlare del bacio e riferisce tutto a Meredith, convinto che lei lo sapesse già. Meredith e Derek così finiscono per litigare, si lasciano e Derek invita a cena fuori Rose e la donna accetta.
Alex e la Hahn si occupano di Elizabeth Archer, una donna di 49 anni con la dissezione di 2/3 di un'arteria. La donna sostiene di essere una guaritrice, capace di curare con la fede: proprio in quel momento l'attacco di tachicardia di un paziente scompare. La Bailey e Webber si convincono che l'episodio accaduto si possa spiegare scientificamente e vogliono evitare che si sparga la voce della presenza di una guaritrice in ospedale. La signora Archer vuole che l'intervento cui deve essere sottoposta le venga illustrato nei dettagli da Alex, che però si rifiuta, prendendo ancora più in antipatia la donna quando questa gli rivela di riuscire a intuire con le proprie capacità che al giovane specializzando in passato sono state fatte cose terribili, e allora quest'ultimo accetta di spiegare alla donna la procedura, ma facendolo fare da Izzie.
In ospedale arriva la madre di George che incontra Callie e le consegna dei vestitini da neonato, pensando che i due stiano ancora insieme e che stiano cercando di avere un bambino. Poco dopo, Izzie incontra la madre di George e le parla convinta che la donna sappia tutto della loro relazione e del fatto che George non ha passato l'esame del primo anno. Nel momento in cui Izzie capisce che in realtà la madre di George non sapeva nulla, arriva George. La donna si arrabbia molto con George, perché non accetta la fine del matrimonio e l'adulterio. Alla fine, George fa capire alla madre che il divorzio era l'unica soluzione possibile.
In pronto soccorso arriva il piccolo Tuck, il figlio della Bailey, a cui è caduta addosso una libreria. Il bambino viene subito operato dalla dottoressa Hahn e da Cristina, per una lesione dell'aorta toracica, una lacerazione del diaframma e una lacerazione dello stomaco. Il marito della Bailey è furioso con lei e i due litigano ancora. La Bailey poi si fa affliggere dai sensi di colpa, continuando a chiedersi se aveva chiuso o meno il cancelletto a causa del quale Tuck è andato in quella stanza e gli è caduta addosso la libreria. Derek cerca di consolare la Bailey. I medici non sanno se il bambino riuscirà di nuovo a respirare da solo, perciò la Bailey decide di chiedere aiuto alla guaritrice e alla fine il bambino riesce a respirare.
George convince Lexie a cercare insieme un appartamento, diventando coinquilini.
La Hahn dice a Mark che, se non lavorassero insieme, potrebbero frequentarsi, ma non è così. Poi la Hahn va da Joe a bere con Callie.
- La voce narrante in questo episodio è quella della dottoressa Bailey.
- Guest Star: Glenne Headly (Elizabeth), Debra Monk (Louise O'Malley), Cress Williams (Tucker Jones), Lauren Stamile (Rose), Carol Locatell (Mai).
- Riferimento del titolo: Il titolo fa riferimento al brano omonimo dei Bon Jovi

## Custodi della nostra umanità
- Titolo originale: Where The Wild Things Are
- Diretto da: Rob Corn
- Scritto da: Zoanne Clack

### Trama
Derek sta uscendo con Rose e Meredith non riesce ad accettare la cosa, così si rivolge a una psichiatra, la dottoressa Wyatt, ma pur essendo già alla terza seduta non riesce ad aprirsi con lei. La dottoressa sa che Meredith non riesce a dormire da 5 settimane e cerca di spingerla a confidarle quali siano i suoi problemi.
George e Lexie hanno preso in affitto un appartamento, piuttosto inospitale, ma Lexie cerca di adattarsi e prova a renderlo un po' più gradevole, rubando oggetti in ospedale per arredarlo.
Gli specializzandi si sfidano in una competizione di chirurgia con un sistema a punti: a causa di questa sfida, Alex, Cristina, Meredith e Izzie hanno passato gli ultimi 14 giorni quasi sempre in ospedale, per ottenere i casi migliori. La Bailey ha promesso al vincitore della gara un premio a sorpresa.
Tra Derek e Rose le cose sembrano andare molto bene e la loro storia è ormai nota a tutti in ospedale, ma Derek confida a Mark di non essere ancora andato a letto con Rose.
Izzie si occupa di un uomo di 61 anni con una caviglia slogata.
Nel frattempo al Seattle Grace arrivano delle persone che sono state attaccate da un orso. Uno dei due uomini è in condizioni molto gravi e di lui si occupano Alex e Cristina, ma l'uomo muore. La donna arrivata invece ha una profonda ferita alla testa; di lei si occupano Derek, Mark e Meredith. L'altro uomo arrivato ha uno strano comportamento, così Meredith effettua degli esami approfonditi e scopre che l'uomo ha un tumore al cervello, che sembra inoperabile.
Derek si comporta in maniera distaccata con Meredith, ma Mark cerca di rassicurarla dicendole che è convinto che la storia di Derek con Rose non durerà. Meredith tuttavia sente Rose dire di essere innamorata di Derek.
La Bailey comunica agli specializzandi che è Meredith ad aver vinto la gara e il premio è un cercapersone luccicoso che le permetterà di "rubare" i casi più interessanti agli altri specializzandi.
Erica Hann e Callie diventano sempre più amiche.
Meredith pensa di aver trovato un modo per operare il tumore al cervello dell'uomo, così lo rivela a Derek.
Poi Meredith si decide a sfogarsi con la psichiatra.
- Guest Star: Amy Madigan (Dr. Wyatt), Cheech Marin (Otis), Clea DuVall (Jennifer), Lauren Stamile (Rose), Steven Flynn (Scott), Jason O'Mara (Phillip).
- Riferimento del titolo: Il titolo fa riferimento al brano omonimo dei Metallica

## Un pezzo del mio cuore
- Titolo originale: Piece Of My Heart
- Diretto da: Mark Tinker
- Scritto da: Stacy McKee

### Trama
Addison torna in visita al Seattle Grace, per operare una donna in attesa. Addison, assistita da Alex, si occupa del caso insieme a Mark, che ha creato un innesto di pelle per il neonato, e alla dottoressa Bailey. Il cuore del bambino sta crescendo fuori dal suo corpo, così anche la Hahn deve occuparsene, assistita da Cristina. La dottoressa Hahn continua a essere molto dura ed esigente con Cristina; la Hahn confessa ad Addison di comportarsi così con Cristina perché le ricorda lei da giovane.
Addison sospetta che Callie e la Hahn siano una coppia lesbica, ma Callie la smentisce fermamente e poco dopo va a letto con Mark.
Meredith ha creato un progetto sperimentale per testare trattamenti innovativi su pazienti malati di tumore, di cui si occupa insieme a Derek. Il primo caso di cui si occupano è quello del signor Phillip Robinson, l'uomo che era stato attaccato da un orso, assistito dalla moglie Jennifer. L'uomo, a causa del tumore, cerca di trovare un nuovo marito per la moglie. Poco dopo, Phillip perde totalmente la vista, perché il tumore ha infiltrato il nervo ottico. L'intervento dell'uomo viene quindi anticipato, ma l'uomo muore durante l'operazione.
Izzie si occupa del poliambulatorio, ma i suoi specializzandi non ne sono entusiasti. Izzie scopre che George e Lexie hanno dato una festa nella loro nuova casa, ma non l'hanno invitata. Izzie si arrabbia con George e poco dopo si autoinvita a una serata dei tirocinanti con un torneo a freccette. I tirocinanti non sono entusiasti che Izzie partecipi alla loro serata, così dicono a George di dirle di non venire.
Al poliambulatorio, Izzie si occupa di Sarah, una donna che è rimasta incinta, ma non vuole tenere il bambino perché è sieropositiva. Izzie però riesce a convincerla a tenere il bambino, facendole capire che ha il 98% di possibilità di avere un bambino perfettamente sano.
Rebecca Pope torna al Seattle Grace, per comunicare ad Alex di aspettare un bambino da lui. In realtà, Izzie scopre che la donna non è veramente incinta.
Addison rimane scioccata quando la Bailey le rivela che Meredith e Derek si sono lasciati. Poco dopo, Addison scopre anche che Callie ha divorziato da George. La Bailey poi rivela ad Addison che suo marito se ne è andato di casa e lei sta malissimo.
Addison dice a Meredith che non deve lasciare Derek a Rose.
- Special Guest Star: Kate Walsh (Addison Forbes-Montgomery)
- Guest Star: Elizabeth Reaser (Rebecca Pope), Clea DuVall (Jennifer), Lauren Stamile (Rose), Jason O'Mara (Phillip), Ken Barnett (Freddie), Sam Daly (Will), Meg Cionni (Nikki).
- Riferimento del titolo: Il titolo fa riferimento alla canzone di Erma Franklin, che è stata rifatta da molti artisti come Janis Joplin, Big Brother and the Holding Company e Faith Hill tra i molti.

## Vincere le paure
- Titolo originale: The Becoming
- Diretto da: Joan Rater
- Scritto da: Tony Phelan

### Trama
Meredith confessa alla psichiatra di avere delle fantasie su Derek e di voler trovare un modo per dimenticarlo. La dottoressa Wyatt le consiglia di ricordarsi che è fidanzato con Rose. Meredith così continua a ripetersi per tutta la giornata che Derek sta con Rose.
Derek e Meredith si occupano di Darren Covington, un ragazzo che partecipa alla sperimentazione. Il padre del ragazzo, il signor Kevin, scopre proprio in ospedale che il figlio è omosessuale e ha una relazione con Todd, un soldato suo compagno nell'esercito. Il ragazzo, dopo l'intervento, muore. Meredith è molto triste, così per cercare di risollevarle il morale Derek compra una bottiglia di champagne e le dice che l'apriranno quando la loro sperimentazione finalmente avrà successo.
Mark e Callie hanno un rapporto sessuale e la Hahn viene a saperlo. La Hahn dice a Callie di essere arrabbiata con lei per non averle detto di essere andata a letto con Mark. Callie rivela alla Hahn di averla evitata negli ultimi tempi dato che Addison aveva pensato che loro due fossero lesbiche.
In ospedale arriva la notizia che Preston Burke ha vinto l'Harper Avery, un prestigioso riconoscimento alla sua carriera. Cristina, avvilita dai successi professionali dell'ex fidanzato e soprattutto dal fatto che lui non l'abbia citata nell'articolo nonostante sia stata lei a eseguire molti dei suoi interventi quando la mano di Burke tremava, si rifugia in obitorio a sezionare cadaveri. Lexie cerca di consolarla e si offre di ascoltarla. Meredith scende in obitorio per parlare con Cristina e le confessa di andare in terapia perché non riesce ad accettare il fatto che Derek stia con Rose.
Alex dice a Izzie che per ora Rebecca verrà a vivere a casa loro, fino a quando non troveranno una casa dove andare ad abitare; Rebecca ha detto ad Alex di essere incinta, ma Izzie non può dirgli che non è la verità perché deve rispettare il segreto professionale.
La dottoressa Hahn e Alex si occupano di Kyra Marshall, con una cardiomiopatia all'ultimo stadio, in attesa di un trapianto di cuore. La donna è in isolamento, ma quando le collassa un polmone Alex è costretto a entrare per intervenire immediatamente.
Adele, la moglie di Richard, è diventata sindacalista delle infermiere del Seattle Grace, che hanno deciso di boicottare il lavoro di Mark Sloan come segno di protesta per il suo comportamento con loro e con le donne in generale. In seguito a questo incidente, entra in vigore una nuova norma che obbliga i medici a dichiarare ogni relazione con colleghi.
Rose, incerta sul dover compilare o meno il modulo sulle relazioni con i colleghi, chiede consiglio a George e Izzie su cosa si intenda per "relazioni sessuali" e quando George le spiega che si intende solo il livello più alto consegna il modulo in bianco.
Richard dice ad Adele di essere cambiato e di aver incominciato a delegare, inventando di avere un assistente personale. Richard incarica così George di diventare suo assistente. Quando George scopre il motivo per cui il capo l'aveva nominato suo assistente, comunica a Richard di dimettersi da tale incarico.
Mark dice a Rose di detestare le donne come lei, che vedono il sesso come una sorta di premio e dopo averlo dato non hanno nient'altro di interessante. Rose, offesa, va da George, davanti a Meredith, e gli chiede un modulo da compilare: lei e Derek hanno fatto sesso.
Alex, nel compilare il modulo, dimentica di essere andato a letto con Lexie e lei ci resta male.
La dottoressa Bailey viene esonerata eccezionalmente dal dover compilare il modulo sulle relazioni con i colleghi. La Bailey, offesa dalla cosa, compila un modulo in cui scrive di essere andata a letto con molti suoi colleghi.
Mark è triste perché a causa del suo comportamento con le infermiere tutti i suoi interventi della giornata sono stati cancellati. La Bailey decide di aiutarlo, così convoca tutte le infermiere e le convince a tornare al lavoro e a partecipare alle operazioni del chirurgo plastico.
La Bailey confessa a Izzie che questa sera suo marito uscirà con un'altra donna.
Adele e Richard tornano a letto insieme.
Derek confessa a Mark di essere andato a letto con Rose e di aver pensato per tutto il tempo a Meredith.
- Guest Star: Elizabeth Reaser (Rebecca Pope), Loretta Devine (Adele Webber), Amy Madigan (Dr. Katharine Wyatt), Lauren Stamile (Rose), John M. Jackson (Kevin Covington), Benny Ciaramello (Darren Covington), Zilah Mendoza (Kyra Marshall), David Giuntoli (Todd).
- Riferimento del titolo: Il titolo dell'episodio fa riferimento alla canzone dei Nine Inch Nails, dal loro album The Downward Spiral
- Canzoni: Like a virgin - Madonna

## Perdere la testa
- Titolo originale: Losing My Mind
- Diretto da: James Frawley
- Scritto da: Debora Cahn

### Trama
Meredith decide inizialmente di lasciare perdere la terapia, ma la dottoressa Wyatt l'accusa di vigliaccheria e di essere una persona che si arrende.
In ospedale arriva il dottor Walter Tapley, uno dei padri fondatori della cardiochirurgia, che è stato insegnante e mentore del dottor Webber. Il dottor Tapley è lì perché vuole che Richard e la Hahn lo sottopongano a un rischiosissimo intervento al cuore consistente nella sostituzione di una valvola, aggravata dalle critiche condizioni mediche dell'uomo. L'intervento riesce con successo.
Meredith e Derek si occupano di Greta, una donna che vuole aspettare per rimandare l'intervento dopo l'arrivo del suo fidanzato Andrè, in volo verso Seattle per raggiungerla. La sorella della donna è convinta che non esista nessun fidanzato e che sia un sintomo del tumore al lobo temporale. Meredith si convince che la donna stia veramente inventando quell'uomo, mentre Derek crede alla storia della donna, una storia che sembra somigliare molto a quella di Cenerentola. Derek rimanda l'intervento alle 15, ora in cui Andrè dovrebbe arrivare. Alle 15 però non c'è nessuna traccia dell'uomo, passano le ore e alla fine la donna decide di sottoporsi all'intervento e si convince anch'essa che l'uomo non sia mai esistito. Mentre Derek e Meredith stanno eseguendo l'intervento, Andrè arriva, ma ormai è troppo tardi: Greta è entrata in coma irreversibile.
Meredith poi decide di provare alla dottoressa Wyatt che si sbaglia e decide di riprendere le sessioni di terapia.
Rebecca torna in ospedale e Izzie le dice che non è incinta, ma la ragazza è veramente convinta di esserlo. Quando la donna chiede a Mark di operarla per avere un seno più grande sia quest'ultimo che Izzie, già allarmata dalle sue dichiarazioni confusionarie, sospettano che Rebecca soffra di una sindrome da stress post traumatico, dovuta all'intervento di chirurgia plastica subito al volto e al fatto che non riesce più a riconoscersi. Izzie dice ad Alex che Rebecca non è incinta, ma Alex inizialmente non vuole crederle. Allora Izzie effettua su Rebecca una nuova ecografia, da cui risulta chiaro che non esiste nessuno bambino, e quando anche Alex comunica alla fidanzata che gli esami confermano che non è mai stata incinta, questa si dispera convinta di aver perso il bambino. Alex cerca di farla ragionare, ma la donna non lo ascolta e si dispera, al che lui la porta a casa senza sottoporla ad una visita psichiatrica. Cristina continua a comportarsi in modo strano: ha pulito tutta la casa, non è interessata a incontrare il dottor Tapley.
Derek evita per tutta la giornata Rose, da quando hanno passato la notte insieme. Alla fine, Derek chiede a Rose se è possibile rendere il loro rapporto facile e divertente, privo di tanti problemi inutili e se ne vanno via insieme.
Il bambino della Bailey all'asilo ha dato un pugno a un altro bambino e la donna si arrabbia quando scopre che suo marito sapeva che era già successo altre volte. George si offre di tenere il piccolo Tuck per lasciare alla Bailey e a suo marito un po' di tempo per tentare di chiarirsi.
Mark vuole trovare una donna con cui comportarsi seriamente.
Meredith torna in lacrime dalla dottoressa Wyatt e le confessa che sua madre, quando era piccola, tentò di suicidarsi davanti a lei, dopo che Richard l'aveva abbandonata.
- Guest Star: Elizabeth Reaser (Rebecca Pope), Regina Taylor (Greta), Paul Dooley (Dott. Walter Tapley), Jeffrey D. Sams (Andrè), Lauren Stamile (Rose), Amy Madigan (Dr. Wyatt), April Grace (sorella di Greta).
- Riferimento del titolo: Il titolo dell'episodio fa riferimento alla canzone scritta da Stephen Sondheim per il musical del 1971 Follies. In principio è stata cantata da Dorothy Collins e da allora è stata rifatta da molti artisti come Shirley Bassey, Liza Minnelli e Michael Ball. Losing My Mind è anche una canzone dei Maroon 5 e dei The Black Crowes.

## Libertà - Parte I
- Titolo originale: Freedom - Part I
- Diretto da: Rob Corn
- Scritto da: Shonda Rhimes

### Trama
Meredith e Derek proseguono con il progetto sperimentale, ma non riescono ancora a trovare una cura per i malati di tumore al cervello.
Meredith racconta alla psicologa dell'episodio in cui sua madre si era tagliata le vene e lei l'aveva salvata, anche se probabilmente questo non era ciò che sua madre avrebbe voluto.
Meredith cerca di risollevare il morale di Cristina, così decide di darle il suo speciale cercapersone.
Alex sta badando alla sua fidanzata Rebecca, talmente traumatizzata e convinta di aver perso il bambino, che in realtà non ha mai avuto, da essere ridotta in uno stato quasi catatonico. La ragazza non sembra affatto stare bene e Izzie cerca di farlo capire ad Alex, che invece non riesce a rendersene conto fino a quando la ragazza non tenta il suicidio.
Callie e Mark ricominciano ad avere un rapporto sessuale insieme.
Molti medici si occupano di Andrew, un giovane ragazzo rimasto intrappolato in diverse tonnellate di cemento, a seguito di un crudele scherzo di altri quattro ragazzi che gli hanno chiesto di infilarsi nella vasca di cemento di un cantiere edile. La situazione del ragazzo è critica.
Derek cerca di condividere con Rose l'entusiasmo per il suo progetto sperimentale, ma Rose non riesce a capirlo. Rose rivela a Meredith che Derek sta vendendo il suo terreno a causa sua, il terreno in cui aveva progettato di costruire una casa per lui e Meredith.
Meredith e Derek si occupano di Beth Monroe e Jeremy West, due ragazzi che si sono conosciuti e innamorati mentre erano insieme in cura alla Mayo. I genitori di Beth sono contrari alla relazione dei ragazzi, per paura che Beth si lascerebbe andare se Jeremy morisse.
Jeremy viene operato, ma muore durante l'intervento.
Nel frattempo George continua a svolgere il suo ruolo di aiutante del primario ma è insoddisfatto dell'incarico. Per tirarlo su di morale, Lexie ruba le cartelle di lui, Izzie, Meredith, Cristina e Alex, e informa George che non ha passato l'esame per un solo punto.
- Guest Star: Elizabeth Reaser (Rebecca Pope), Amy Madigan (Dr. Wyatt), Jana Kramer (Lola), James Immekus (Andrew), Marshall Allman (Jeremy West), Jurnee Smollett (Beth Monroe), Kathryn Meisle (madre di Beth), John Cothran Jr. (padre di Beth), Christian Alexander (Will), Jerry Zatarain (David), Lauren Stamile (Rose), Loretta Devine (Adele Webber).
- Riferimento del titolo: Il titolo dell'episodio fa riferimento alla canzone di George Michael. Freedom è anche una canzone degli Wham, gruppo nel quale lo stesso Michael iniziò la carriera musicale.

## Libertà - Parte II
- Titolo originale: Freedom - Part II
- Diretto da: Rob Corn
- Scritto da: Shonda Rhimes

### Trama

La casa delle candele fatta da Meredith.

Alex porta subito Rebecca in ospedale, dove Izzie decide di chiedere un consulto psichiatrico, facendo inizialmente arrabbiare molto Alex, che dice di potersene occupare da solo, avendolo già fatto in passato con la propria madre, ma alla fine lo specializzando deve arrendersi e decide, dopo aver scoperto che la donna soffre di un disturbo borderline di personalità, di far trasferire Rebecca in un istituto psichiatrico. I medici operano il ragazzo intrappolato nel cemento. Dopo averlo liberato, il ragazzo sviluppa una complicanza cardiaca e quindi Cristina deve intervenire, non essendo presente la Hahn e avendo già eseguito quella procedura con Burke. Richard le permette di procedere. Quando la Hahn rientra in sala operatoria e grida a Cristina di allontanarsi dal tavolo operatorio, Cristina le dice di stare zitta e, con il sostegno di Richard, continua a operare, riuscendo effettivamente a salvare il paziente. Più tardi il capo rimprovera la Hahn per il fatto che non è disposta a insegnare agli specializzandi, quindi Cristina, sentendo il discorso, decide di insegnare a Lexie a effettuare suture su di una banana. George, dopo avere scoperto di non aver passato l'esame per un solo punto, si sente ancora peggio e si sfoga con Lexie che cerca di consolarlo spiegandogli che lei vorrebbe tanto diventare un medico come lui. Ciò spinge George a chiedere a Richard di poter risostenere l'esame, e il primario acconsente.
Beth, la ragazza che sta per sottoporsi all'intervento della sperimentazione di Meredith e Derek, decide di operarsi comunque, nonostante la morte del suo fidanzato Jeremy.
Derek, convinto che operando faranno morire anche Beth, si arrabbia con Meredith e le dice che dopo questo intervento non vorrà più vedere né parlare né lavorare con lei, ma in realtà è arrabbiato solo con sé stesso perché è convinto di deluderla continuamente.
Beth sopravvive all'operazione e il progetto sperimentale ha funzionato: il virus funziona, il tumore regredisce. Si tratta di un'enorme scoperta scientifica.
Il primario scopre che Derek e Meredith hanno effettuato due operazioni sperimentali nello stesso giorno, nonostante avesse concesso loro un solo ultimo paziente, quindi va da Meredith rimproverandola e lei risponde solo chiedendogli se sapeva che sua madre aveva tentato il suicidio quando lui l'aveva lasciata. Richard le risponde di no.
Meredith allora capisce tutto e va di corsa dalla psicologa a parlarne: Ellis in realtà non aveva tentato il suicidio, ma voleva solo attirare l'attenzione di Richard, altrimenti si sarebbe tagliata la carotide anziché i polsi, perché era un bravo chirurgo e avrebbe saputo cosa fare; poi Meredith chiede alla psicologa di spiegarle adesso cosa questo significhi, e la donna le dice che sua madre aveva fatto degli errori così come lei, ma a differenza di sua madre lei avrebbe potuto rimediare e imparare da essi. Meredith capisce quindi che la frase detta dalla madre, "sii straordinaria", non si riferiva affatto alla chirurgia.
Prima di tornarsene a casa, la Bailey consegna a Izzie le chiavi del poliambulatorio, spiegandole che per non dover rinunciare alla chirurgia, a suo figlio e a suo marito deve rinunciare al poliambulatorio. La Bailey ha capito che il poliambulatorio deve essere gestito da Izzie.
Richard lascia la roulotte e torna a casa dalla moglie, chiedendole di farlo finalmente tornare a casa. La donna accetta felice.
Dopo il successo del progetto sperimentale, Derek e Meredith vogliono entrambi festeggiare l'uno con l'altro, ma ognuno cerca l'altro nel luogo sbagliato. Meredith cerca Derek alla roulotte, Derek cerca Meredith a casa sua.
Mark fa capire a Callie che lei è interessata alla Hahn. Così, uscita dal lavoro, Callie bacia la Hahn.
George torna a casa, racconta a Lexie che il capo gli ha concesso la possibilità di risostenere l'esame e, preso dall'entusiasmo, la bacia.
Alex, in lacrime per Rebecca, bacia Izzie.
Alla fine Derek torna alla roulotte a cercare Meredith e la trova: lei ha disegnato con delle candele il perimetro della loro futura casa, o almeno come lei se la immaginava. Alla fine Derek la bacia, ma poi le dice di dover andare a parlare con Rose, così da poterla baciare come vuole e darle qualcosa di più.
- Guest Star: Elizabeth Reaser (Rebecca Pope), Amy Madigan (Dr. Wyatt), Jana Kramer (Lola), James Immekus (Andrew), Jurnee Smollett (Beth Monroe), Kathryn Meisle (madre di Beth), John Cothran Jr. (padre di Beth), Christian Alexander (Will), Jerry Zatarain (David), Lauren Stamile (Rose), Loretta Devine (Adele Webber).
- Riferimento del titolo: Il titolo dell'episodio fa riferimento alla canzone di George Michael. Ma Freedom è anche una canzone degli Wham.
- In questo episodio non è presente la voce narrante.